# سیل ۱۳۹۰ ارادک‌رود چناران
سیل ۱۳۹۰ ارادک‌رود چناران سیلی بود که در روز ۳ شهریور بر اثر بارش باران و طغیان رود ارداک از شاخه‌های کشف‌رود واقع در استان خراسان رضوی جاری شد.

## علت سیلاب
سید رضا عباسی معاون اداره کل مدیریت بحران استان خراسان رضوی مهم‌ترین دلیل بروز سیلاب را تجاوز به حریم و بستر رودخانه دانست و خواستار رفع تصرفات و باز کردن مسیر آب شد.

## تلفات و خسارات
میزان تلفات این سیل ۵ نفر اعلام شد. خساراتی برای این سیل برآورد نشد اما کار بازسازی خانه‌ها به بنیاد مسکن انقلاب اسلامی واگذار شد و ۹۷۰ واحد مسکونی در روستاهای بقمچ، گاش، گاه، اندیشش و کلاته گاه واگذار گردید.